# Дыбали
Дыбали (бел. Дыбалі) — деревня в Бешенковичском районе Витебской области Беларуси. Входит в состав Улльского сельсовета.

## География
Деревня находится в центральной части Витебской области, на левом берегу реки Уллы и на юго-восточном берегу озера Горносвечье, к западу от автодороги Р-113, на расстоянии приблизительно 16 километров (по прямой) к северо-западу от городского посёлка Бешенковичи, административного центра района. Абсолютная высота — 123 метра над уровнем моря. Площадь населённого пункта — 0,1979 км².

## История
По состоянию на 1906 год, в деревне насчитывалось 15 дворов и проживало 110 человек (51 мужчина и 59 женщин). В административном отношении входила в состав Мартиновского сельского общества Мартиновской волости Лепельского уезда Витебской губернии.
До 2004 года Дыбали входили в состав Сокоровского сельсовета.

## Население
По данным переписи 2019 года, в деревне проживало 7 человек.
| Год  | Население, человек |
| ---- | ------------------ |
| 1906 | 110                |
| 2009 | ↘ 9                |
| 2019 | ↘ 7                |